# Sport w Katowicach

## Najważniejsze katowickie kluby

### Aktywne kluby sportowe
- 1. FC Katowice – klub piłkarski, wicemistrz Polski z 1927 roku
- Aeroklub Śląski
- Automobilklub Śląski
- 06 Kleofas Katowice – klub powstały w 1906 roku, obecnie tylko sekcja bokserska występująca w ekstraklasie
- AWF Mickiewicz Katowice – męski klub koszykarski po fuzji z AZS-AWF Katowice grający w sezonie 2024/2025 w II lidze
- AZS AWF Katowice – klub wielosekcyjny, 4-krotny Mistrz Polski w szermierce, liczne inne medale Mistrzostw Polski
- AZS US Katowice – klub wielosekcyjny, liczne medale Mistrzostw Polski
- BKS Rawa Katowice - katowicki klub baseballowy
- GKS Katowice – męski klub piłkarski 4-krotny wicemistrz Polski, 3-krotny zdobywca Pucharu Polski, 2-krotny zdobywca Superpucharu Polski; w sezonie 2024/2025 grający w ekstraklasie[1]
- HC GKS Katowice – klub hokejowy, 8-krotny Mistrz Polski, 10-krotny wicemistrz Polski, 11 razy na trzecim miejscu
- Hetman Katowice – klub szachowy, wielokrotny Drużynowy Mistrz Polski w szachach
- HKS Szopienice – klub wielosekcyjny, liczne medale w sportach siłowych
- Katowicki Klub Jeździecki
- Klub Sportowy Capoeira Camangula - działający w Katowicach, więcej na www.katowice.capoeira.pl
- KS Volley Katowice - amatorski klub siatkarski (www.ksvolleykatowice.pl)
- Legion Katowice - pierwszy klub Lacrosse'owy na Śląsku
- MK Katowice – męski klub piłkarski w sezonie 2024/2025 grający w klasie A[2]; w przeszłości (lata 1985-1998 i 1999-2004) występował w III lidze
- MKS Pałac Młodzieży Katowice – klub wielosekcyjny, liczne medale Mistrzostw Polski Juniorów
- Naprzód Janów Katowice – męski klub hokejowy, 5-krotny wicemistrz Polski, 7 razy na trzecim miejscu
- Policyjny Klub Sportowy Katowice – klub sportowy, 5 tytułów Mistrza Polski w szermierce, 11 tytułów Mistrza Polski w pływaniu
- Rozwój Katowice – męski klub piłkarski grający w sezonie 2024/2025 w IV lidze grupie śląskiej[3]; w sezonie 2015/2016 klub występował w I lidze (II szczeblu rozgrywkowym)
- Sekcja Petanque przy Stowarzyszeniu Domu Miasta Saint-Etienne w Katowicach - I liga pétanque Polskiej Federacji Pétanque
- Sparta Katowice – wielosekcyjny klub sportowy, 11 tytułów Mistrza Polski w skokach do wody (kategorie młodzieżowe); drużyna piłki nożnej w sezonie 2024/2025 występuje w IV lidze grupie śląskiej[4]
- Spartakus Katowice – TKKF Karate Kyokushinkai
- Silesia Miners - klub futbolu amerykańskiego
- Sokół AZS AWF Katowice - II Liga siatkówki Kobiet
- Start Katowice - klub wielosekcyjny, głównie dla niepełnosprawnych
- Śląski Klub Petanque „Carbon” Katowice - pétanque
- UKŁ Spin Katowice – łyżwiarstwo figurowe
- UKS 06 Katowice - Południe – IV Liga siatkówki Kobiet
- UKS 21 Podlesie – klub szachowy, w 2019 roku występujący w I lidze
- UKS PIK Katowice - klub siatkarski grający obecnie w III Lidze Mężczyzn i Lidze Juniorów Mężczyzn
- UKS SP27 Katowice - koszykówka dla dzieci i młodzieży w Katowicach
- UKS Gladiator 23 Katowice - drużyna unihokeja występująca w Śląskiej Lidze Unihokeja

### Nieistniejące już kluby sportowe
- Dąb Katowice – Mistrz Polski w hokeju w 1939, 10-krotny Mistrz Polski w pływaniu, 8 miejsce w I lidze w piłce nożnej w 1936
- EKS Katowice – nieistniejący już klub pływacki, łącznie 67 tytułów Mistrza Polski w pływaniu, piłce wodnej, skokach do wody
- Górnik Katowice – nieistniejący już klub, 9-krotny finalista Mistrzostw Polski w hokeju, 6-krotny Mistrz Polski w szermierce
- Baildon Katowice – klub wielosekcyjny, łącznie kilkadziesiąt medali Mistrzostw Polski w różnych dyscyplinach
- Pogoń Katowice – klub wielosekcyjny, 7-krotny Mistrz Polski w szermierce, 4-krotny Mistrz Polski w skokach do wody
- Diana Kattowitz - powstały w 1905 roku, mistrz Górnego Śląska z 1912 roku
- Germania Kattowitz - klub piłkarski powstały w 1905 roku, mistrz Górnego Śląska z 1910 i 1911 roku
- KS Naprzód 1912 Załęże – klub powstały w 1912 roku
- Silesia 2000 Piotrowice – śląski klub piłkarski z Katowic powstały w 2000 roku, przed sezonem 2003/2004 wycofał się z rozgrywek klasy B[5]
- Kolejarz 24 Katowice - Klub Piłkarski założony w 1924 roku

## Pozostałe kluby

### Amicus Giszowiec
Klub Sportowo Rekreacyjny „Amicus” Giszowiec – pierwotnie klub jednosekcyjny z sekcją sportową skata. W roku 2010 na giszowieckim placu Pod Lipami z inicjatywy Henryka Tchórza, (wówczas zawodnika Sekcji Petanque przy Stowarzyszeniu Domu Miasta Saint-Etienne), powstał bulodrom. Stało się to początkiem formowania się przy KSR „Amicus” sekcji petanque.
Klub organizuje cykle otwartych rozgrywek w formule Tête-à-tête.

### Carbon Katowice
Śląski Klub Petanque „Carbon” – śląski klub petanque z siedzibą w Katowicach.
Powstał jako trzecia (po Żywieckim Klubie Boules i Sekcji Petanque przy SDMSE) organizacja petanque w województwie śląskim zrzeszona w Polskiej Federacji Pétanque, a zarazem druga reprezentująca tę dziedzinę sportu w Katowicach.
Podkreślona w nazwie regionalność klubu, wyraża również to, że jego członkowie mieszkają w województwie śląskim: Katowicach, Świętochłowicach, Siemianowicach Śląskich, Jaworznie, Żywcu i Chorzowie.

#### Historia
Klub założony został przez pięcioro zawodników grających dotychczas w katowickiej Sekcji Petanque przy Stowarzyszeniu Domu Miasta Saint-Etienne oraz zawodników z klubów warszawskich i myślenickich. Kilkoro założycieli, to również gracze, którzy dotychczas byli niezrzeszeni ale brali regularnie udział w otwartych treningach i Turnieju Petanque o Puchar Prezydenta Katowic.
W dniu 7 lutego 2012 Carbon został przyjęty w poczet członków zwyczajnych Polskiej Federacji Petanque.
W momencie przystępowania do Polskiej Federacji Petanque klub zrzeszał piętnastu zawodników.
W marcu 2012 liczył 24 zawodników (tym dwu weteranów i troje juniorów). W kwietniu 2015 liczba ta wynosiła 19 czynnych zawodników. W czerwcu 2016 - 22 zawodników. W czerwcu 2017 - 23 zawodników

#### Sukcesy
2012
W lipcu po rozgrywkach Klubowych Mistrzostw Polski w Śremie ŚKP „Carbon” awansował do II ligi PFP, nie przegrawszy żadnego meczu i zajmując pierwszą pozycję w grupie A III ligi.
Po trzech rundach eliminacji Mistrzostw Polski Seniorów drużyna w składzie: Karol Szulc (kapitan), Witold Szwedkowski, Andrzej Antczak (Sekcja Petanque przy Stowarzyszeniu Domu Miasta Saint Etienne), Henryk Tchórz (brał udział w trzecich eliminacjach) zajęła miejsce 20.
27 maja w pucharze Polski tête-à-tête Witold Szwedkowski na 93 startujących zajął miejsce 13.
2014
Wicemistrzostwo Polski zdobyła drużyna, w której grał prezes klubu - Karol Szulc.
2015
Podczas Klubowych Mistrzostw Polski PFP rozgrywanych w dniach 4-5 lipca 2015 w Chojnicach klub zdobył 2 miejsce w III lidze i awans do II ligi.
2016
X Turniej Petanque o Puchar Prezydenta Katowic zakończył się zwycięstwem Bogusława Biela z drużyną. III miejsce zajął Witold Szwedkowski z drużyną. Podczas Klubowych Mistrzostw Polski PFP klub zdobył 4 miejsce w II lidze.
2017
XI Turniej Petanque o Puchar Prezydenta Katowic zakończył się zwycięstwem Andrzeja Antczaka i Henryka Tchórza z drużyną. III miejsce zajęła Patrycja Wasilewska z drużyną.

#### Imprezy zorganizowane przez klub
1. Grand Prix Polski w pétanque (2012)
2. Cykl turniejów o Młodzieżowe Mistrzostwo Katowic w piłce nożnej (2012)
3. Inicjatywa uruchomienia bulodromu na Skałce w Świętocłowicach (2014)

#### Imprezy cykliczne organizowane przez klub
1. Patronat honorowy nad realizowanym przez fundację Lex Civis projektem „Sportowe wakacje na okrągło”[8] (2012 i 2013)
2. Turniej Otwarcia Sezonu w Petanque na Skałce (2015, 2016, 2017)
3. Turniej Tripletów o Puchar Prezydenta Miasta Świętochłowice (25.06.2016, 10.06.2017)
4. Turniej Dubletów o Puchar Prezydenta Miasta Świętochłowice,[9] (26.06.2016, 11.06.2017)

#### Informacje ogólne
- Pełna nazwa: Śląski Klub Petanque „CARBON”
- Data założenia: 7 stycznia 2012
- Barwy:
- Adres: Rynek 8, 40-003 Katowice
- Bulodrom: OSiR Skałka

### Centrum Body Club Katowice
Centrum Body Club Katowice – nieistniejący już śląski klub sportowy z Katowic.
Powstał na początku lat 90., został rozwiązany około roku 2000. Mieścił się w Katowicach przy ulicy Stawowej.
W Centrum Body Club Katowice znajdowała się siłownia (trzy pomieszczenia), aerobik, solarium, sauna oraz bar.
Trenowali w niej kulturyści i kulturystki. Klub reprezentowała Joanna Krupa – mistrzyni Świata, Europy i Polski w kulturystyce.

### Czarni Katowice
TKKF Czarni – wielosekcyjny klub sportowy w Katowicach. Działają w nim sekcje: atletyki, badmintona, fitness, karate i siatkówki.

### Hetman Katowice
Hetman Katowice – śląski klub piłkarski z Katowic grający w sezonie 2024/2025 w klasie A

#### Informacje ogólne
- Pełna nazwa: Klub Sportowy Hetman 22 Katowice
- Data założenia: 26 grudnia 1922
- Barwy: czerwono-czarne
- Adres: ul. ks. W. Siwka 2, 40-303 Katowice
- Stadion: pojemność – brak danych / oświetlenie – brak / boisko – 100 m x 48 m

#### Historia
Klub w 1922 roku nosił nazwę KS 22 Dąbrówka Mała, w 1949 – KS Unia Dąbrówka Mała, w 1955 – KS Konstal 22 Katowice, w 1975 – KS Instal 22 Katowice, w 1985 – BKS Instal 22 Katowice, a od 1998 roku – KS Hetman 22 Katowice.

### Kolejarz Katowice
Kolejarz Katowice - śląski wielosekcyjny klub sportowy z Katowic; drużyna piłki nożnej wycofała się z rozgrywek klasy B po rundzie jesiennej sezonu 2021/2022
- Pełna nazwa: Klub Sportowy Kolejarz 24 Katowice
- Rok założenia: 1924
- Barwy: granatowo-żółto-czarne
- Adres: ul. Alfreda 1, 40-152 Katowice
- Stadion: przy ul. Alfreda

pojemność – brak danych
oświetlenie – brak
wymiary – 107 m x 70 m

#### Sekcje i sukcesy
- Piłka nożna – przez szereg lat występy sezniorów w lidze okręgowej; mistrzostwo Podokręgowej Ligi Juniorów Katowice 2005/06
- Badminton – kilkakrotny udział w Mistrzostwach Polski
- Szermierka - najlepsza sekcja na kolejarzu obecnie pierwsza w Katowicach

### MAKS Murcki
Murckowski Amatorski Klub Sportowy „MAKS” jako zarejestrowane zrzeszenie istnieje od 1999 roku, choć jako nieformalna grupa aktywnych sportowo ludzi działała od połowy lat 90. XX wieku.
Brak możliwości rekreacyjnych w najbliższej okolicy, oraz nostalgia za istniejącym w Murckach w latach 60. i 70. klubem, w którym istniały sekcje hokejowa (I liga) i piłki ręcznej (II liga) nawet na najwyższym poziomie krajowym, przyczyniły się do zainicjowania wspólnego aktywnego spędzania czasu.
Klub działa na kilku płaszczyznach. Istnieją dwie aktywne sekcje sportowe (amatorskie): hokeja na lodzie i siatkówki, które uczestniczą corocznie w rozgrywkach lig amatorskich.
Klub jest organizatorem najstarszej Amatorskiej Ligi Hokeja na Lodzie, grającej od października do kwietnia, w której grają bądź grały zespoły z Katowic, Sosnowca, Bytomia, Tychów, Gliwic, Kędzierzyna-Koźle.
Dumą klubu jest także działalność na rzecz dzieci i młodzieży, inicjowanie turniejów siatkówki plażowej, tenisa stołowego, a przede wszystkim wspólnych cotygodniowych wypadów na lodowisko, gdzie jest możliwość nauki jazdy na łyżwach i pogrania w hokeja. Za sprawą klubu powstaje w Murckach prosta baza obiektów sportowych. Powstało boisko do siatkówki plażowej, oraz (jeżeli pogoda pozwala) naturalne lodowiska.

### Podlesianka Katowice
Podlesianka Katowice to śląski klub piłkarski z Katowic grający w sezonie 2024/2025 w III lidze grupie III

#### Informacje ogólne
- Pełna nazwa: Ludowo-Górniczy Klub Sportowy 38 Podlesianka Katowice
- Rok założenia: 1938
- Barwy: zielono-czarno-czerwone
- Adres: Sołtysia 25, 40-748 Katowice-Podlesie
- Stadion: przy ul. Sołtysiej

pojemność – 1000
oświetlenie – brak
wymiary – 110m x 65m
- Trener pierwszego zespołu: Daniel Kaczor